# Hypanthidioides limbata
Hypanthidioides limbata là một loài Hymenoptera trong họ Megachilidae. Loài này được Fabricius mô tả khoa học năm 1804.